# Vereczkey Zoltán (színművész)
Vereczkey Zoltán (Budapest, 1918. június 4. – 2004. március 1.) magyar színész, író.

## Életpályája
Az Országos Magyar Színművészeti Akadémián 1940-ben kapott színészi oklevelet. Pályáját a Nemzeti Színházban kezdte. 1950-től a szolnoki Szigligeti Színházban szerepelt, 1952-től a Miskolci Nemzeti Színház színésze volt. 1955-től az Állami Déryné Színház társulatához szerződött, majd  1978-tól a Népszínház, 1981-től a Nemzeti Színház művésze volt. Rendezéssel, színpadi adaptációval és írással is foglalkozott. Bemutatott színpadi művei: Vizsgázik a tanár úr és a Férjek papucsban. Megjelent könyvei: Még egyszer meg kellene váltani a világot; Szült az Anyám, bár nem kértem; és az Életem éltem én? 1970-ben Balassagyarmaton Mikszáth emlékéremmel díjazták.
Felesége Gyulányi Eugénia színésznő volt, akitől Zoltán nevű fia 1954-ben született.

## Fontosabb színházi szerepei
- William Shakespeare: Minden jó, ha vége jó... Marcell Tumain
- William Shakespeare: Szentivánéji álom... Theseus; Philostrat
- William Shakespeare: Vihar... Adrian
- Friedrich Schiller: Ármány és szerelem... A fejedelem komornyikja
- Anton Pavlovics Csehov: Sirály... Trigorin
- Mark Twain: Koldus és királyfi... Lord Hertford
- Victor Hugo: A királyasszony lovagja... Montazgo
- Victorien Sardou – Émile Moreau: Szókimondó asszonyság... Brigode
- Gerhart Hauptmann: Naplemente előtt... Winter, Clausen tanácsos inasa
- Friedrich Dürrenmatt: A fizikusok... Törvényszéki orvos
- George Bernard Shaw: A szerelem ára... Pincér
- Csingiz Ajtmatov: A versenyló halála... szereplő
- Roger Vailland: Foster ezredes bűnösnek vallja magát... Jimmy Mac Allen hadnagy
- Frederick Knott: Gyilkosság rendelésre... Hubbard
- Dimitar Dimov: Elkárhozottak... Olivares
- Emil František Burian: Születésnap... Rika professzor
- Marcel Achard: A bolond lány... Benjamin Beaurevers
- Kisfaudy Károly: Csalódások... Lombay
- Vörösmarty Mihály: Csongor és Tünde... Csongor
- Szigligeti Ede: A mama... Berki Ákos
- Katona József: Bánk bán... Biberach
- Teleki László: A kegyenc... Caustinius
- Madách Imre: Az ember tragédiája... Rafael; Lucifer
- Madách Imre: Mózes... Főpap
- Jókai Mór: Az aranyember... Tímár Mihály
- Jókai Mór: A kőszívű ember fiai... Haynau
- Pap Károly: Szent színpad avagy színház az egész világ... Színész
- Bródy Sándor: A tanítónő... Főúr
- Mikszáth Kálmán: A szelistyei asszonyok... Nagy András, parasztlegény
- Mikszáth Kálmán: A nagyerejű Mácsik... Mácsik György
- Mikszáth Kálmán: Szépasszony madara... Macskási, gyulafehérvári szerzetes
- Móricz Zsigmond: Légy jó mindhalálig... Pósalaki úr
- Heltai Jenő: A néma levente... Agárdi Péter
- Füst Milán: Negyedik Henrik király... Nagy Gergely pápa
- Molnár Ferenc: Olympia... Plata-Ettingen herceg, tábornok
- Bíró Lajos: Sárga liliom... Őrffy főispán
- Gábor Andor: Dollárpapa... Hrabovszky, polgármester
- Galgóczi Erzsébet: Vidravas... Rév Kálmán, Orsolya apja
- Moldova György: Titkos záradék... Első tábornok
- Felkai Ferenc: A király bolondja... Kálmán, király
- Páskándi Géza: Vendégség... Kapitány
- Németh László: Galilei... Ginetto, főpap, a Szent Törvényszék tagja
- Németh László: Villámfénynél... Bakos Béla
- Örsi Ferenc: Aranylakodalom... Béla
- Padisák Mihály: Engedetlen szeretők, avagy Palánta Ferkó és Engedelmes Borbála egybekelésének muzsikás, dalos komédiája: A bámészkodók mulattatására és okulására... Fujtató Sámuel tsz-elnök, a falu királya
- Méhes György: Mi, férfiak... Péter
- Tóth Miklós. Jegygygűrű a mellényzsebben... Csóri Antal
- Sós György: Pettyes... Hollós hadnagy
- Boross Elemér: Pletykafészek... Dobai János
- Darvas József: Szakadék... Horváth Lajos
- Gáspár Margit: Kilépek a történelemből... Takács Máté
- Vészi Endre: A titkárnő... Rémi Artur
- Kerekes Imre: A siker titka... Parázsó Mihály
- Vereczkey Zoltán: Vizsgázik a tanár úr... Balázs András
- Dávid Rózsa: Könnyű a nőknek... Palotai Sándor, szigorú, de nem mindig igazságos főmérnök
- Hámori Tibor: A gyilkos nem én vagyok... Dr. Menyhárt, pszichológus
- Sármándi Pál: Peti meg a róka... Róka
- Giuseppe Verdi: Rigoletto... Sparafucile, bérgyilkos
- Johann Strauss: A denevér... Falke
- Jurij Szergejevics Miljutyin: Havasi kürt... Alekszej Szomov
- Iszaak Oszipovics Dunajevszkij: Szabad szél... Chesterfield
- Kodály Zoltán: Háry János... Háry János
- Farkas Ferenc: Csínom Palkó... Balogh Ádám, kuruckapitány
- Zerkovitz Béla: Csókos asszony... Báró Tarpataky
- Kálmán Imre: Csárdáskirálynő... Kerekes Ferkó
- Kálmán Imre: A montmartre-i ibolya... Parigi, züllött muzsikus
- Lehár Ferenc: Vándordiák... Drághy Péter
- Barabás Tibor – Gádor Béla: Állami áruház... Kocsis Ferenc

## Filmek, tv
- Krisztina szerelmese (1969)
- Levelek Margitnak (1970)
- Az Elnökasszony (1977)
- Októberi vasárnap (1979)
- IV. Henrik király (1980)
- Johann Sebastian Bach (sorozat) (1985)
- Kémeri (sorozat)

– Stella című rész (1985)
- Nyolc évszak (1987)
- Az aranyifjú (1987)
- Linda (sorozat)

– Stoplis angyalok (1989) ... Öreg orvos
- A halálraítélt (1990)
- Boldog ünnepeink (1991)
- Zoli és Jenci (1991)
- Kisváros (sorozat)

– Üldözés (1993) ... Werner, ékszerész

## Bemutatott színpadi művei
- Vizsgázik a tanár úr (Miskolc, 1955)
- Férjek papucsban (Szabadka, 1961)

## Könyvei
- Vereczkey Zoltán: Még egyszer meg kellene váltani a világot (Szerzői kiadás, 1996)
- Vereczkey Zoltán: Szült az Anyám, bár nem kértem (Ordítottam, de már éltem!) (Szerzői kiadás, 1997)
- Életem éltem én? (Szerzői kiadás, 2001)